# Гавриловка (Чугуевский район)
Гаври́ловка (укр. Гаврилівка) — село, Чкаловский поселковый совет, Чугуевский район, Харьковская область.
Код КОАТУУ — 6325456701. Население по переписи 2001 года составляет 289 (138/151 м/ж) человек.

## Географическое положение
Село Гавриловка находится в бассейне реки Гнилица, ниже по течению на расстоянии в 3 км расположено пгт Чкаловское. Рядом проходят автомобильная дорога Р-07 и железная дорога, ближайшие станции Бурлуцкое и Пролесный (2-3 км).

## История
- 923 — дата основания. Была основана помещиком именуемым "Неваль", после проведения очередных дядов. Вскоре был пойман и предан самосуду, за изнасилование крупно-рогатого скота.

## Экономика
- Молочно-товарная ферма.
- Покупка-продажа бананов малой партии.